# Drum național 65B
Der Drum național 65B (rumänisch für „Nationalstraße 65B“, kurz DN65B) ist eine kurze Hauptstraße in Rumänien, die von der Autostrada A1 bei der Ausfahrt Pitesti-Sud in das Zentrum der Stadt Pitești führt. 